# Sangre (gastronomía)
En algunas culturas se consume la sangre como alimento, a menudo en combinación con carne. Puede hacerse en morcillas, como espesante para salsas, en salazón para épocas de escasez o en una sopa de sangre.
Los masái de Tanzania consumen la sangre del ganado directamente del cuello del animal vivo (dejando luego curar la herida) o mezclada con leche.

## Formas de consumo

### En morcilla

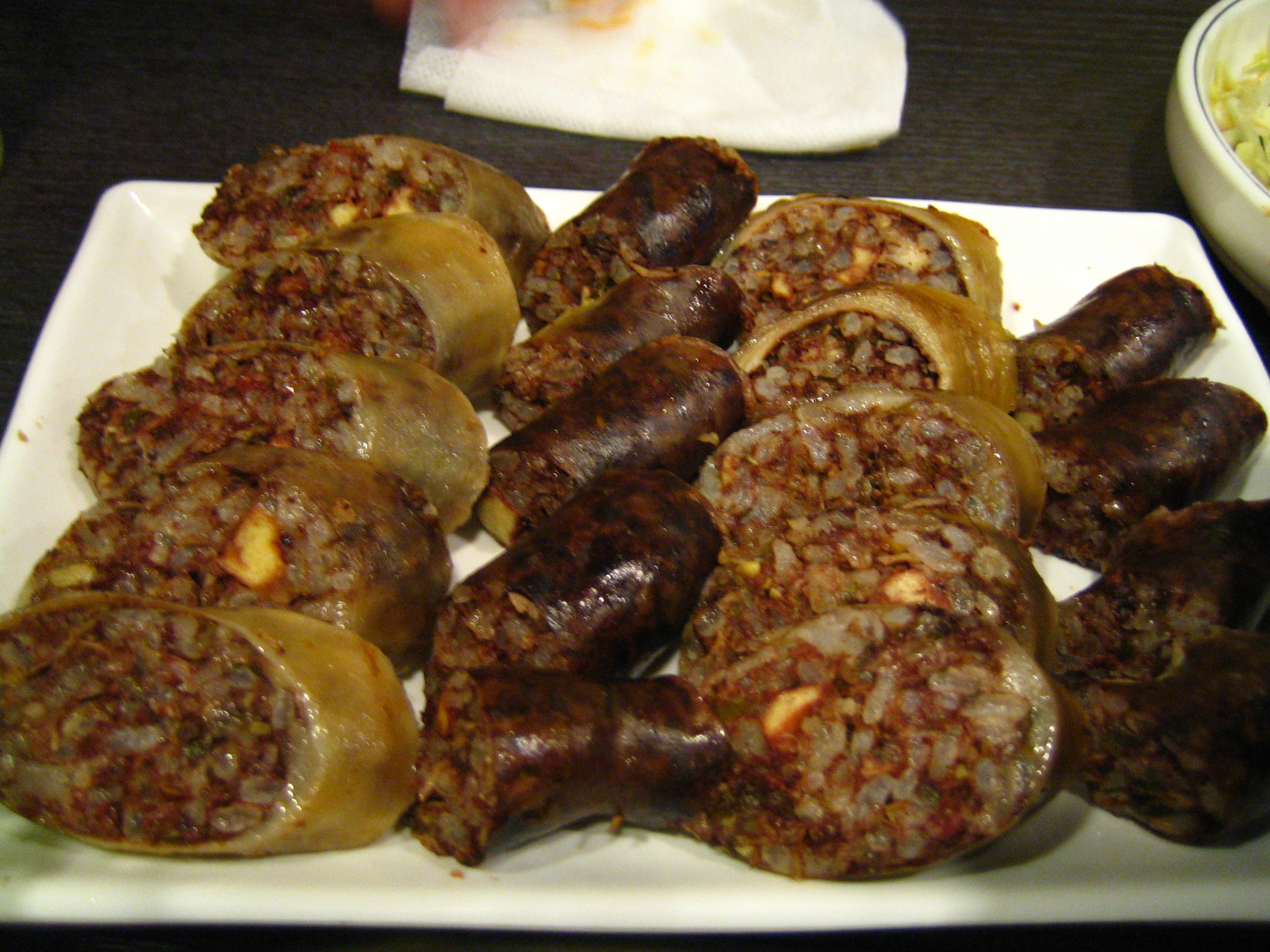
Sundae, una morcilla coreana.

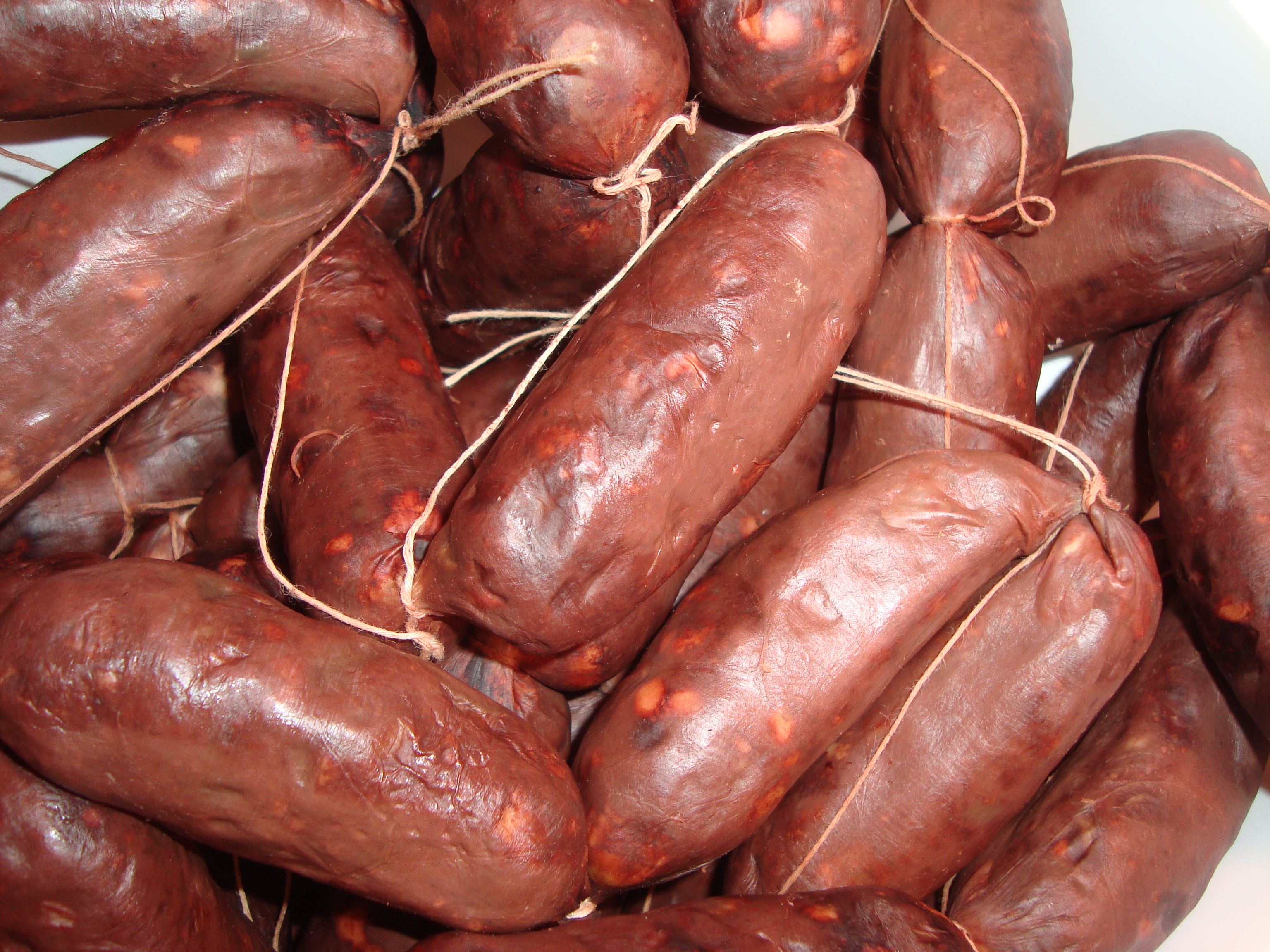
Morcillas de cebolla (Comarca del Maestrazgo, Castellón).

La morcilla es aquella salchicha hecha cocinando sangre de un animal con un relleno hasta que espesa lo suficiente como para coagular cuando se enfría. Lo más frecuente es usar sangre de cerdo o vaca. Entre los rellenos más habituales se cuentan la carne, la grasa, el sebo, el pan, la cebada o la avena. Algunas variedades son el drisheen (Irlanda), la moronga, el black pudding, la blutwurst, la zungenwurst, la prieta, el kishka (o kaszanka), el biroldo, la mustamakkara, el verivorst, el sundae y muchos tipos de boudin.

### En sopa o como espesante

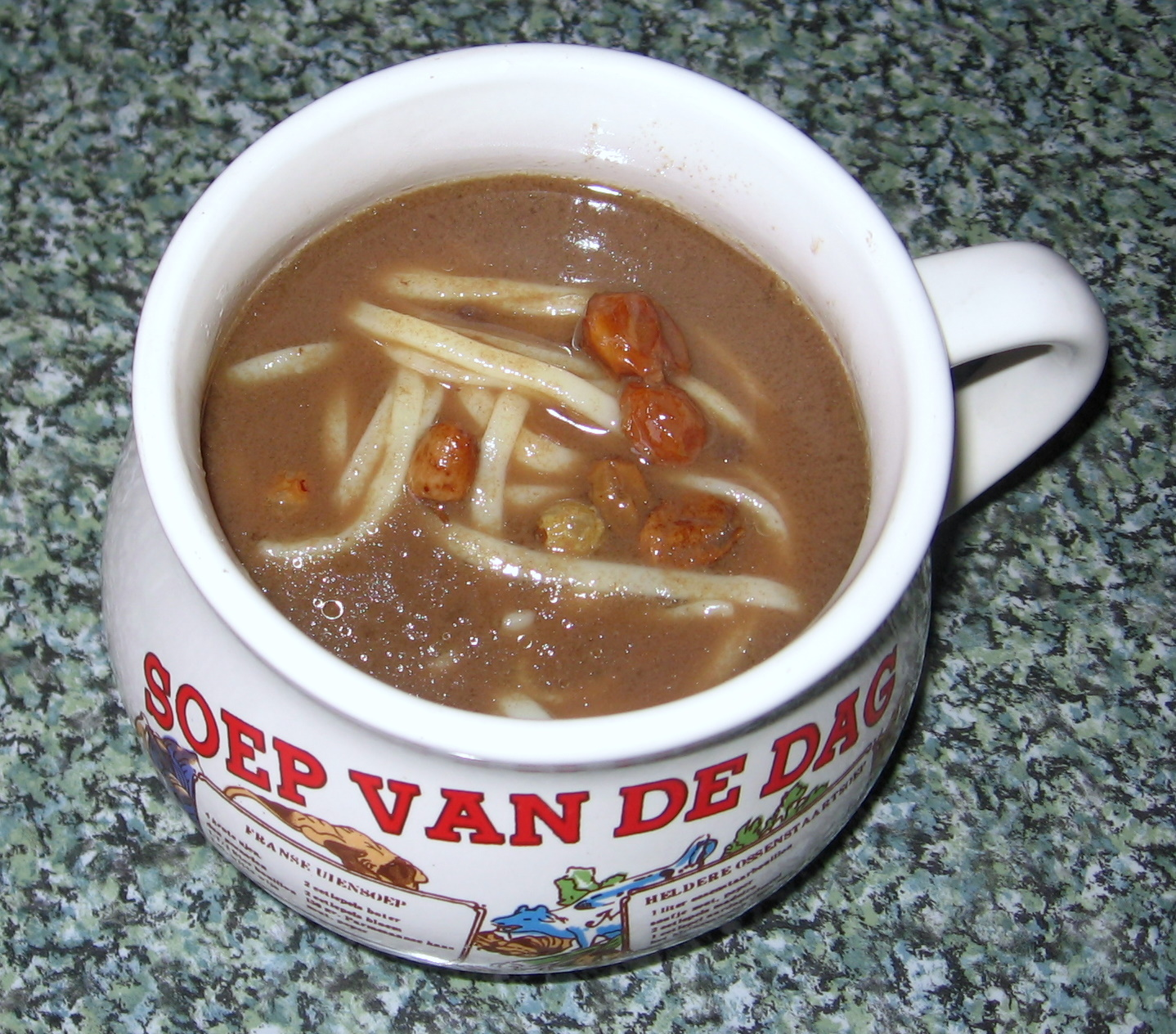
Czernina, una sopa de sangre polaca.

Son sopas y estofados de sangre, que incluyen este ingrediente como parte del caldo, el haejangguk, la mykyrokka y la sopa de vísceras de cerdo. En la antigua Lacedemonia era común el caldo negro, una sopa hecha de carne y sangre de cerdo.
En el norte de Alemania se usa tradicionalmente la sangre de cerdo mezclada con vinagre, sobras, especias y azúcar para elaborar schwarzsauer, que se toma caliente o se enlata. En Suecia, la sopa de sangre llamada svartsoppa se toma tradicionalmente en ciertas fiestas. La cocina polaca cuenta con la czernina, una sopa de sangre que se consume en ciertas regiones.
El Nam Tok tailandés es una sopa picante enriquecida con sangre de vaca o cerdo cruda. Suele usarse a menudo para enriquecer los platos normales de fideos. En China, Tailandia y Vietnam, la sangre coagulada de pollo, pato, ganso o cerdo se usa en sopas, como es el caso del plato típico tailandés Tom Lued Moo (sopa de sangre de cerdo). En Filipinas se elabora un plato popular estofado conocido como dinuguan con sangre de cerdo condimentada con guindilla, que tradicionalmente se toma con pasteles de arroz.
El yaguarlocro ecuatoriano es una sopa de patata hecha con sangre de borrego.
La sangre también se usa como espesante en salsas, por ejemplo en el coq au vin o en el pato prensado, y en budines, tales como el tiết canh. También proporciona sabor o color a la carne, como en la cabidela. En Portugal y Brasil se prepara un plato tradicional llamado cabidela cociendo pollo o conejo en su propia sangre, a veces diluida con vinagre.

### Fresca y coagulada

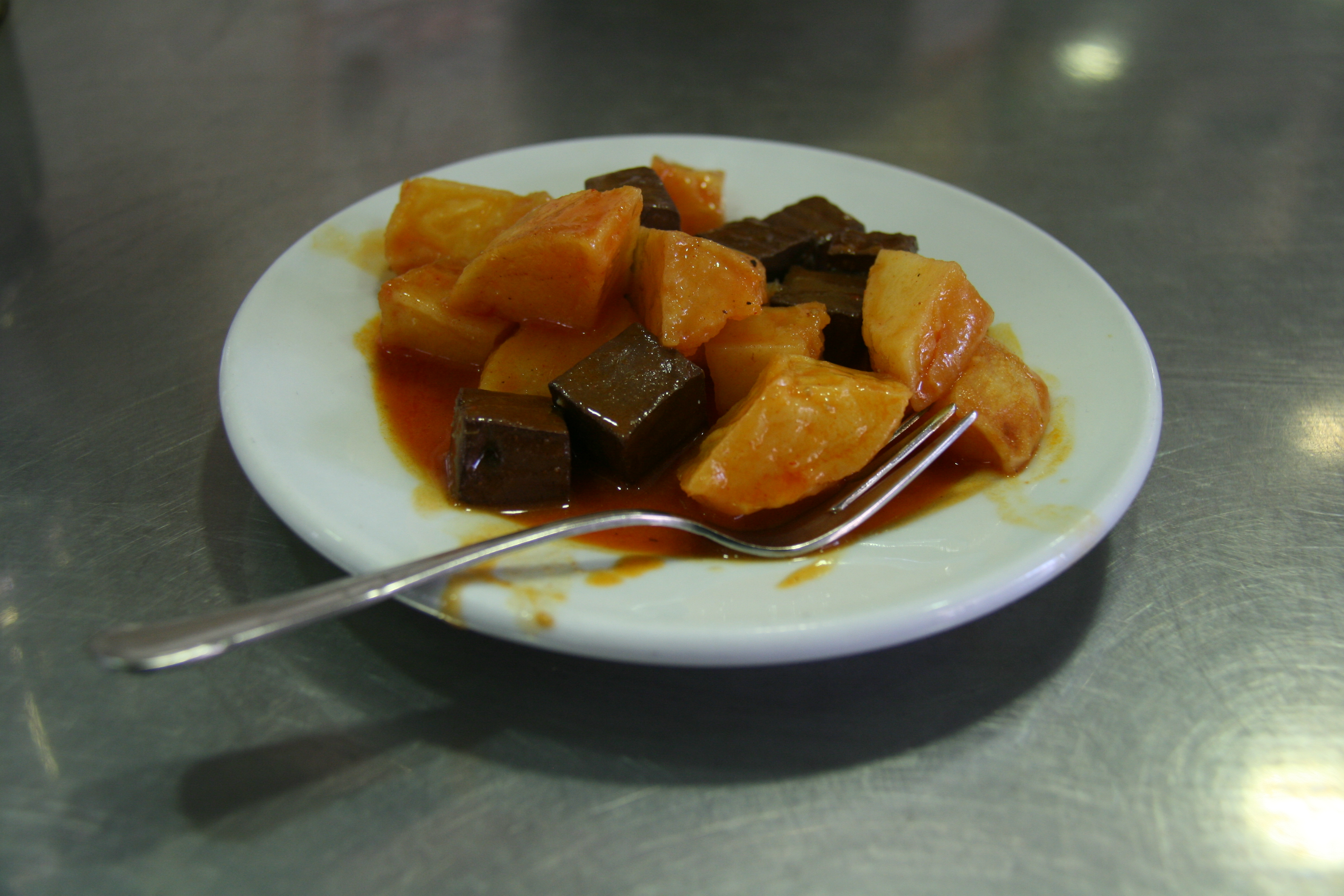
Tapa de patatas guisadas con sangre (en cubitos).

La sangre también puede freírse o tomarse fresca, justo después de que el animal se sacrifique. En España se toma encebollada o con tomate. En Navarra la de cordero se llama sangrecilla. En la gastronomía de Sevilla se elabora la fritanga de sangre. También suele servirse la sangre de cerdo con patatas en forma de tapa. La sangre de algunos animales, como el pollo, se suele preparar con diferentes platos de arroz. 
En Hungría, cuando un cerdo se sacrifica por la mañana, la sangre se fríe con cebolla y se sirve para desayunar.

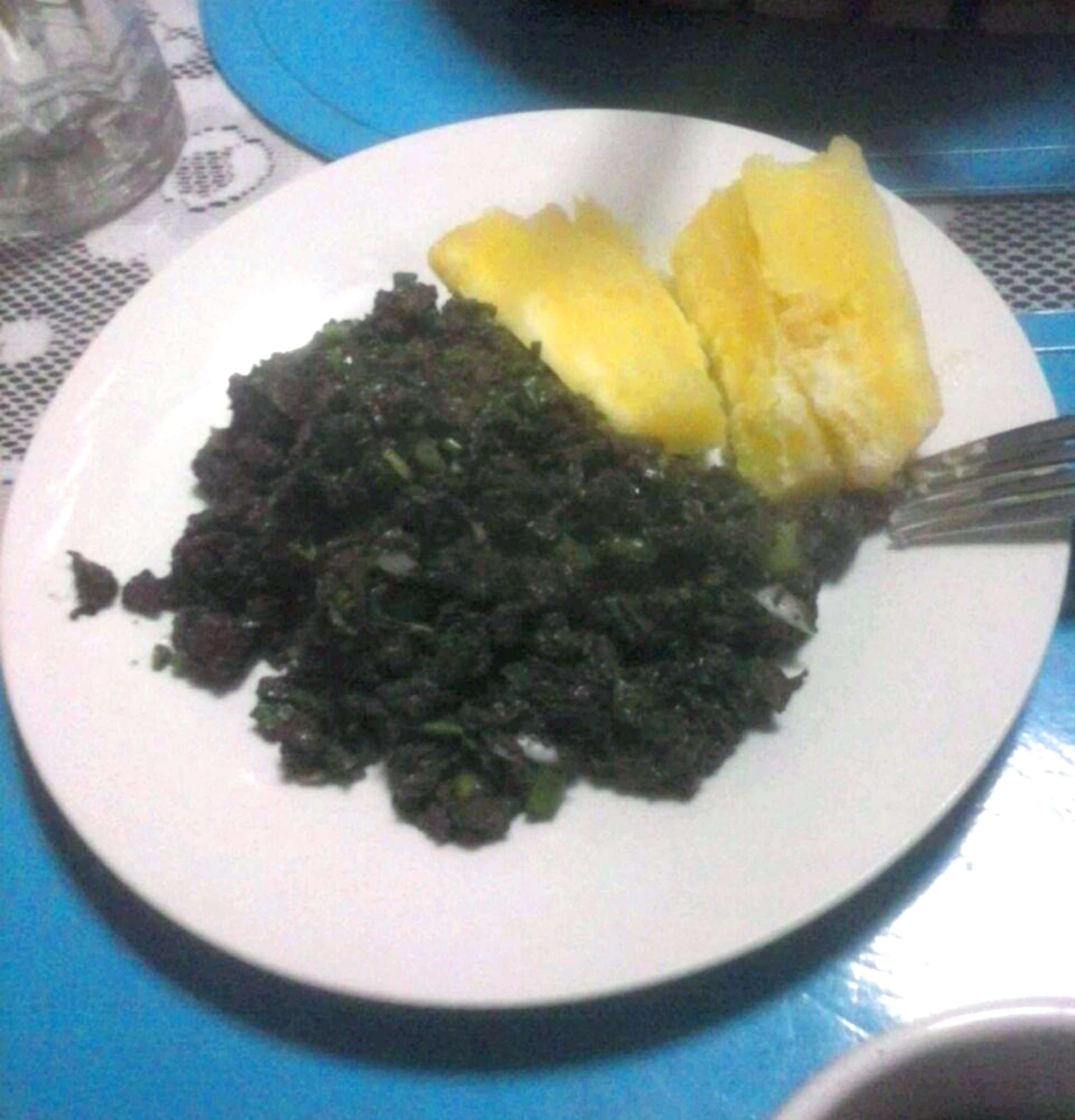
Sangrecita de Perú

En Chile, se le conoce como ñachi, plato típico mapuche consistente en sangre fresca de cordero o de cerdo, que se condimenta como cilantro, merkén o algún otro aliño picante y sal. Se revuelve y agrega jugo de limón; cuando se coagula, se corta la sangre en cubos y se sirve acompañada de pan. En Perú se come la sangre de pollo cortada en cubos pequeños y friéndola con ají y cebollita china, denominándose este plato sangrecita.
En China, el tofu de sangre (en chino, 血豆腐; pinyin, xuě dòufǔ) se hace frecuentemente con la del cerdo o el pato, si bien también puede usarse la de pollo o vaca. La sangre se deja coagular, se corta luego en trozos rectangulares y se cocina. Este plato es conocido también en Java como saren, preparándose con sangre de pollo o cerdo. El tofu de sangre también se encuentra en la receta malaya curry mee así como en el maoxuewang de Sichuan. En el Tíbet la sangre coagulada de yak es un alimento tradicional.

### Enpastel
Los pasteles de sangre se hallan en Escandinavia y el Báltico. Son ejemplos el blodplättar sueco, el veriohukainen finlandés y el veripannkoogid estonio.
En el Reino Unido y otros países de la Commonwealth, el black pudding (‘pudin negro’) o blood pudding (‘pudin de sangre’) se hace con sangre y un relleno de cereales, a menudo avena, y especias. La receta también es popular en Finlandia (mustamakkara) y algunos países bálticos, como Polonia (kaszanka), Letonia (asinsdesa) y Estonia, así como en Alemania (blutwurst), Austria (blunzen), Hungría (véres hurka), España (morcilla, butifarra), México (moronga), Eslovenia (krvavica), Perú (relleno), Puerto Rico (morcilla) y Francia (boudin).

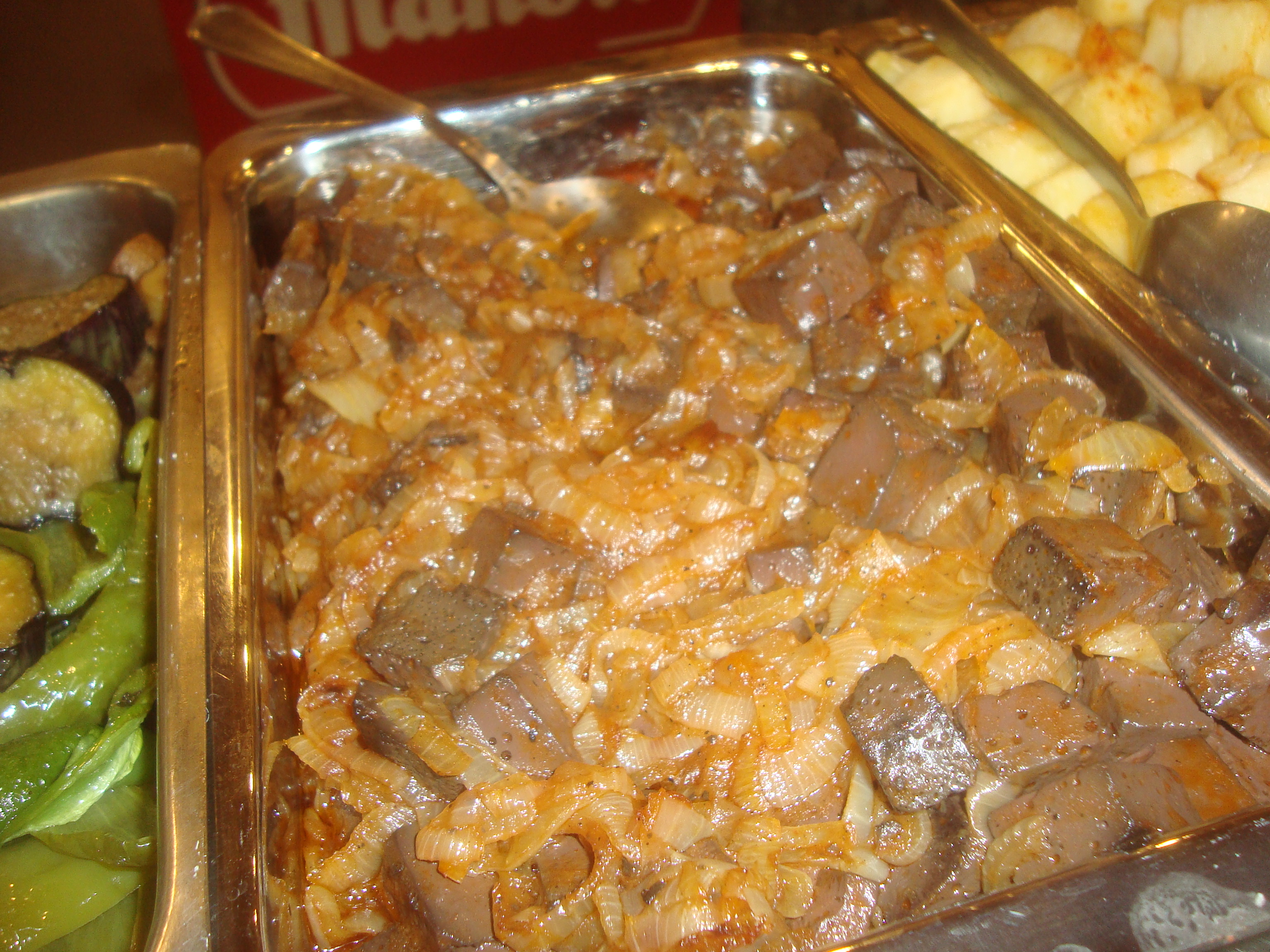
Sangre cocida salteada con cebolla frita, plato típico valenciano.

### Otros usos
En Laos, y a veces en Tailandia (especialmente en el noreste), se prepara una versión cruda de laap, o ensalada de carne, con carne cruda condimentada con especias y cubierta con sangre. En la región occidental de Santander (Colombia) se prepara un plato llamado pepitoria consistente en arroz cocido en sangre de cabra.  Los mexicanos de ciertas regiones preparan los estómagos de cabra rellenos con sangre de cerdo y verduras.

## Consideraciones culturales
Por cultura, generalmente a causa de la creencia religiosa, algunos pueblos y comunidades consideran que la sangre es un alimento tabú. Por ejemplo, los judíos y musulmanes prohíben el consume de sangre en sus leyes religiosas. En la Biblia, la sangre fue prohibida por el Concilio de Jerusalén (Hechos 15:19-21) y sigue estándolo entre algunas comunidades cristianas, entre ellas los ortodoxos griegos.
- Dieta en el cristianismo
- Kosher
- Halal